# Nervus zygomaticus

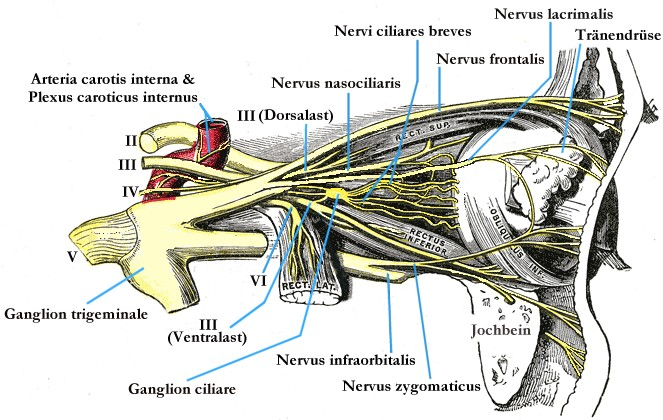
Nerven der Augengegend

Der Nervus zygomaticus (abgeleitet von Os zygomaticum „Jochbein“) ist ein Abzweig des Nervus maxillaris, welcher wiederum ein Ast des V. Hirnnerven (Nervus trigeminus) ist. Er versorgt sensibel die Haut der Schläfenregion, des Jochbogens und der Augenlider.
Der Nervus zygomaticus (früher auch als Nervus orbitalis bezeichnet) zweigt sich in der Fossa pterygopalatina vom Nervus maxillaris ab, zieht durch die Fissura orbitalis inferior in die Augenhöhle und teilt sich dort in den Nervus zygomaticotemporalis und den Nervus zygomaticofacialis. Am Ganglion pterygopalatinum erhält der ursprünglich rein sensible Nerv postganglionäre parasympathische Fasern, die ursprünglich aus dem VII. Hirnnerven entstammen, und die er über einen Verbindungsast an den Nervus lacrimalis weiterleitet.
Bei Wiederkäuern gibt der Nervus zygomaticus einen Ast (Ramus cornualis) an das Horn ab. Dieser versorgt sensibel die Haut des Hornzapfens und muss zum Enthornen anästhesiert werden.
Der Nervus zygomaticus darf nicht mit den Rami zygomatici des Plexus parotideus verwechselt werden.